# Cantó de Châtenois-les-Forges

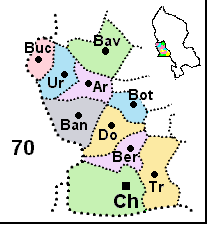
Municipis del Cantó de Châtenois-les-Forges

El cantó de Châtenois-les-Forges és un cantó francès del departament del Territori de Belfort, situat al districte de Belfort. Té 10 municipis i el cap és Châtenois-les-Forges.

## Municipis
- Argiésans (Ar)
- Banvillars (Ban)
- Bavilliers (Bav)
- Bermont (Ber)
- Botans (Bot) - 283 habitants
- Buc (Buc)
- Châtenois-les-Forges (Ch)
- Dorans (Do)
- Trévenans (Tr)
- Urcerey (Ur)

## Història
| Data d'elecció                           | Identitat        | Partit                       | Qualitat |
| ---------------------------------------- | ---------------- | ---------------------------- | -------- |
| 1967-1979                                | Maurice Henry    | PS                           |          |
| 1979-1992                                | Jacques Pignot   | PS                           |          |
| 1992-1998                                | Joël Bonnef      | RPR                          |          |
| 1998-2011                                | Daniel Lanquetin | PS, després MDC, després MRC |          |
| 2011-                                    | Florian Bouquet  | UMP                          |          |
| les dades anteriors no són pas conegudes |                  |                              |          |
|                                          |                  |                              |          |